# Cyr wheel

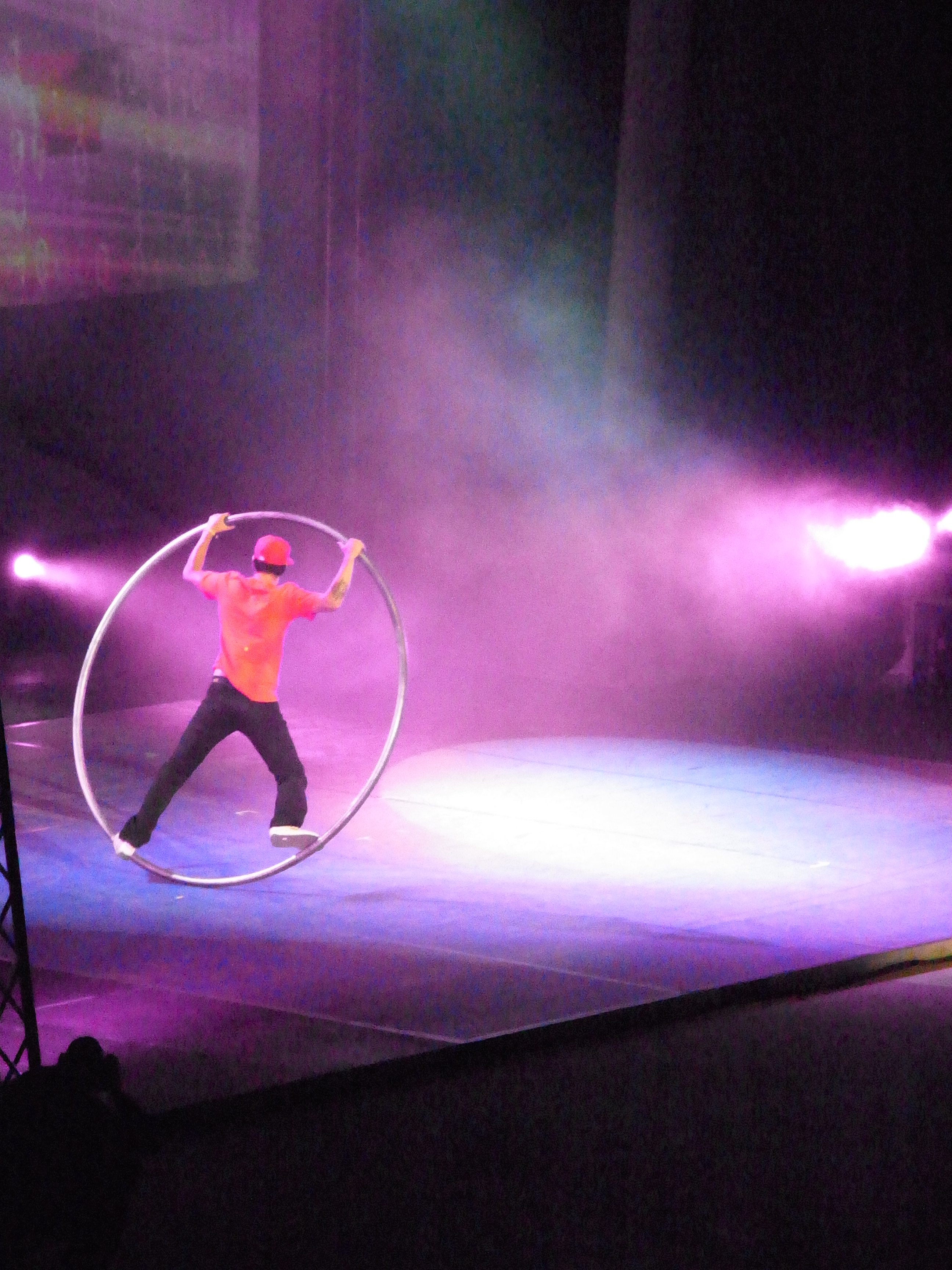
Artist im Cyr

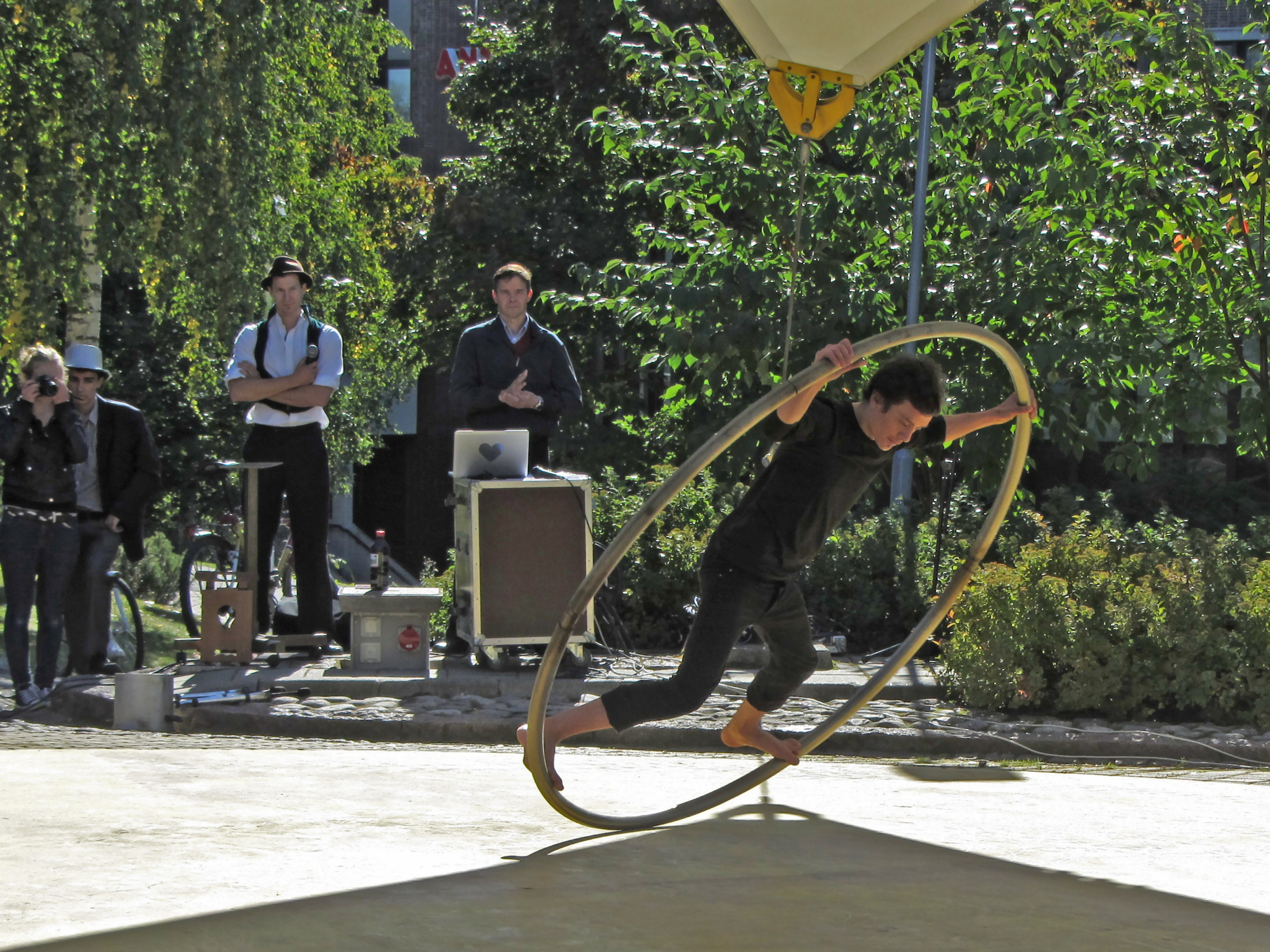
Cyr wheel beim Circus Festival 2013 in Kerava

Ein Cyr Wheel, auch Roue Cyr genannt, ist ein Sport- oder Akrobatikgerät ähnlich dem Rhönrad, allerdings nur mit einem einzigen Reifen.
Der IRV (Internationaler Rhönradturn-Verband) hat das Sportgerät zunächst mit der offiziellen Bezeichnung Mono Wheel in das Wettkampfprogramm aufgenommen. Die Bezeichnung wurde auf der Jahrestagung der Verbandsleitung 2013 in Cyr Wheel geändert. Erstmals wurde das Cyr Wheel bei den Weltmeisterschaften 2013 in Chicago Teil der Titelkämpfe.
Das Rad besteht aus einer gebogenen Stahlröhre, es ist mit PVC beschichtet. Das Stahlrohr hat einen Durchmesser von 3 bis 5 Zentimetern, der Reifen selbst hat einen Durchmesser, der 20 bis 30 Zentimeter größer ist als der Mensch, der ihn benutzen will. Das Gewicht des Cyr Wheels kann 10 bis 20 Kilogramm betragen.
Benannt ist das Rad nach Daniel Cyr, der zwar nicht sein Erfinder ist, es aber 2003 als Gewinner der Silbermedaille auf dem Festival Mondial du Cirque de Demain in Paris bekannt gemacht hatte. Weltweit bekannt wurde es durch die Performance auf der Abschlussfeier der Olympischen Winterspiele in Turin 2006. Die Benutzung des Einreifens ist allerdings bereits im 19. und 20. Jahrhundert dokumentiert.
Durch die Reduzierung auf einen einzigen Reifen ist das Cyr wesentlich schneller und dynamischer in Drehungen zu versetzen als das Rhönrad. Gleichzeitig stabilisiert es sich selbst und den Artisten im Inneren des Rades durch die Drehung, ähnlich der Wirkungsweise eines Kreisels. Da die innen liegenden, sicheren Griffe des Rhönrades fehlen, sind die Hände bei der Benutzung des Cyr aber wesentlich gefährdeter, gequetscht zu werden.